# Поляков, Леонид Григорьевич
Леони́д Григо́рьевич Поляко́в (настоящее имя — Гилель Гершович Поляков, другие имена и псевдонимы Леонид Поляков, Leo Poljakov, Leonid Poljakow, Peter Leo; 31 июля 1921, Полтава — 11 июня 2000, Санкт-Петербург) — журналист Ленинградского радио, сценарист Леннаучфильма, публицист, экономист, входил в состав представителей прессы на Нюрнбергском процессе.

## Образование
В сентябре 1939 года начал обучение во Всеукраинском коммунистическом институте журналистики города Харькова, но через 2 месяца был призван в ряды Советской Армии. В июле 1950 года — единственный дипломант первого выпуска специально созданного для него и ему подобных, служивших за границей, заочного отделения журналистики Ленинградского государственного университета. ЛГУ окончил с отличием.

## Период Великой Отечественной войны
С ноября 1939 года служил радистом; в 1940—1941 годах начальником радиостанции 80 артполка ЗакВО. В 1941 году был послан в Нахичевань-на-Араксе в командировку за лошадьми. Из-за тяжёлых потерь полк был расформирован, а Поляков направлен на курсы офицеров в Телавское училище зенитной артиллерии ЗакВО. С февраля 1942 года — командир огневого взвода 147 ОЗАБ Юго-Западный фронт. Был ранен и в марте-апреле 1942 года попал в эвакогоспитали № 4631 и 4627 города Москвы. Отбивал налёты люфтваффе на столицу с крыш гостиницы Москва (гостиница в Москве). Прошёл и Брянский и Воронежский фронты. Был старшим адъютантом зенитного дивизиона 13-й мотострелковой бригады. Уже имея Орден Красной Звезды, 26 Мая 1943 г. за особые боевые заслуги был представлен к награде Орденом Красного Знамени. В Наградном листе в пункте «Краткое, конкретное изложение личного боевого подвига или заслуг», запись: «Лейтенант Поляков в должности Старшего Адъютанта ЗенАД в дни боевых действий бригады проявил себя энергичным, инициативным штабным командиром, обеспечившим бесперебойную работу штаба ЗенАД 13 МСБр в труднейших условиях боевой жизни. 20 января 1943 г: численно превосходящий противник пытался овладеть селом Постоялый и уничтожить находившийся там небольшой гарнизон, состоящий из подразделений ЗенАД и Минбата 13 МСБр. Умело организовав систему огня из группы пулеметов ДШК на улицах села, товарищ Поляков сплотил вокруг себя группу бойцов и, воодушевляя их личным примером, ринулся в контратаку на нападающих гитлеровцев. Опрокинутый внезапным и смелым порывом противник в панике отступил, понеся при этом большие потери. В этом бою товарищ Поляков лично уничтожил огнем из автомата и в рукопашных схватках 9 и взял в плен 3 вражеских солдат и офицеров. 8 февраля 1943 г: в районе деревни Коробочкино 7 Юнкерс-88 (Junkers Ju 88) пытались с пикирования разбомбить район расположения штаба бригады 13 МСБр и ОП 2-й батареи ЗенАД. Среди расчетов на зенитных орудиях произошло замешательство. Находясь в это время на батарее, Лейтенант Поляков энергичными мерами восстановил положение и организовал огонь по вражеским стервятникам. При этом было сбито 2 и подбит 1 самолёт противника. Остальные самолёты, сбросив бомбы вне цели, скрылись. 7 марта 1943 г: в районе села Утковка Лейтенант Поляков с двумя бойцами под огнем противника захватил немецкую машину с продовольствием, уничтожив при этом офицера, шофера и двух солдат. Имеет на своем счету 8 сбитых, 6 подбитых вражеских самолётов и до 500 человек уничтоженной пехоты противника. Лейтенант Поляков достоин правительственной награды Орден „Красного Знамени“». С декабря 1943 года — командир дивизиона 1574 зенитного артиллерийского полка МК, 1-й Белорусский фронт. Однажды Поляков попал под атаку Юнкерс-87 (Junkers Ju 87). В свисте пуль, взрывах вокруг, вое сирен пикирующих самолётов, диком устрашающем звуке, издаваемом специально сброшенными с самолётов пустыми стальными бочками с многочисленными отверстиями, военнослужащие разбежались в поисках укрытия. Непонятно — попал ли кто-то в суматохе на грядку мин «лягушек» (S-мина) или, как лично рассказывал Поляков, — с воздуха сбросили шаровидные гранаты с торчащими во все стороны пружинами. Они не взрывались сразу, а несколько раз отпружинив от земли, разрывались в воздухе. Было невозможно предсказать — где этот взрыв произойдет. Поляков тоже бросился на землю и двумя руками прикрыл голову. Когда все закончилось, он почувствовал, как по лицу текла кровь. Поляков подумал, что ранен в голову и просто этого не чувствует, но опустив руки, увидел, что через среднюю фалангу среднего пальца правой руки насквозь торчит удлиненный узкий осколок, примерно 4 см в длину и 0.5 см в ширину. Много лет спустя, в доказательство этого, Поляков показывал два идентичных и абсолютно симметричных шрама с обеих сторон пальца и всегда считал, что прикрыв голову он спас себе жизнь. Поляков участвовал в освобождении Варшавы и взятии Берлина. Приказом по личному составу войскам Западного фронта противовоздушной обороны от 6 Апреля 1945 г. награждён Орденом Отечественной войны II степени." В пункте Наградного листа — «Краткое, конкретное изложение личного боевого подвига или заслуг», написано: «Дисциплинированный, как Командир Дивизиона умело решает возложенные боевые задачи, спокойно и здраво оценивает сложившуюся наземную и воздушную обстановку — принимая правильное решение по отражению воздушного и наземного противника. Дивизион, руководимый товарищем Поляковым, является лучшим в полку, добившийся лучших результатов в стрельбе по наземным целям с закрытых ОП (огневых позиций). Уничтожено за 4 стрельбы: три пулеметных точки, маневровый паровоз, НП противника, противотанковая пушка, склад боеприпасов, батальонный пищеблок, транспортный автомобиль с боеприпасами, и подавлен огонь двух минометных батарей. Дивизион товарища Полякова первым открыл боевой счет полка сбитым самолётом Юнкерс-88. Товарищ Поляков свой богатый опыт в работе умело и с желанием передает подчиненным. Достоин награждения Орденом „Отечественной Войны II степени“». Войну окончил в звании гвардии старшего лейтенанта. Был ранен дважды, одно из ранений — осколочное ранение в ногу. Встречался с маршалом Жуковым, Георгием Константиновичем; был отмечен главнокомандующим советской военной администрации в Германии маршалом В. Д. Соколовским. В послевоенных воспоминаниях Л. Г. Поляков рассказывал, как выходили из окружения с несколькими военными, сидя на танке; как его жизнь (без преувеличения) спас Орден Красной Звезды, сыгравший роль щита при ударе осколка в грудь (с тех пор на левом луче ордена отбита эмаль); как однажды приезжал проверяющий офицер высшего ранга и начался арт-обстрел, и Поляков не поспешил вслед за проверяющим, пригнувшись, бегом в укрытие, демонстрируя ненужную смелость, и это спасло ему жизнь, потому что через мгновение в блиндаж попал снаряд и все в нём погибли, включая того офицера; как просматривая в бинокль западный берег реки Вислы в Польше Полякову пришлось пошевелиться, чтобы избавиться от кусавшего ногу комара в тот миг, когда снайпер, засёкший блеск линз его бинокля с другого берега из пролома стены зоопарка, выстрелил ему в голову, но сбил лишь фуражку. В 1944 году Г.Поляков с небольшой группой Советских офицеров и военнослужащих ехал на трех Виллисах (Willys MB). Нужно было, воспользовавшись затишьем, проехать открытый участок дороги, простреливаемый врагом. Г.Поляков, заявив, что у него нет жены и детей, решил рискнуть жизнью первым и рванул на машине через открытый участок. На удачу он проскочил у врага под самым носом. Но другим так не повезло. Две последующие машины попали под шквальный пулеметный обстрел и многие были убиты. Также при освобождении Польши Г.Полякову нужно было любой ценой раздобыть бензин. У местных жителей бензин был, но делиться им с Красной Армией они не торопились. Тогда Полякову пришлось пойти на необходимый и оправданный обман. Он взял несколько Американских таблеток сухого спирта (Сухое горючее), которого поляки никогда не видели раньше. Поляков предложил поменять их самый обычный бензин на несколько таких таблеток — якобы «сухого бензина». Таблетки эти не занимали места, помещались в кармане, но при разбавлении водой якобы превращались в «настоящий автобензин». К тому же разбавлять и ждать образования большого количества такого «сухого бензина» времени у бойцов явно не было. На слово ему не поверили. Тогда на виду у местных жителей Поляков бросил таблетку сухого спирта в пустой бензобак ранее заглохшей машины. Потом он взял ведро с символическим количеством воды и налил в бензобак следом. Затем сел и завел машину на глазах у обалдевших поляков. После этой демонстрации обмен произошёл на «ура» и пару канистр было обменяно на таблетки. Чего не знали те люди, что вода, налитая в бак, просто подняла скудные остатки топлива и только так оно попало в пустой бензопровод и машина завелась, хотя уехать на ней далеко не удалось бы и никакой «волшебный» бензин в баке, естественно, не образовался. Помимо опасности смерти от пуль и от бомб, разум также спас Г.Полякова от другой смерти. На одной из захваченных железнодорожных станций стояли цистерны и бойцы разнюхали, что в одной чистый спирт. Воины с разных подразделений кинулись туда с фляжками и котелками. Но не командующий офицер Поляков — он интуитивно сдержал такой порыв — набирать и пить спирт не стал. Потом многие несведующие, кто его пил, умерли: это оказался метиловый (древесный) спирт (Метанол), но узнать это раньше им не довелось. Уже после войны в Берлине в 1945 г. Поляков лежал в городском госпитале и немка-медсестра, у которой погибла вся семья, готовила план его отравить, но за несколько дней узнав весёлого молодого доброжелательного Г. Полякова ближе, решила этого не делать, и расплакавшись, призналась ему в своём замысле и даже в любви, и Поляков её простил.

## Профессиональная деятельность
В феврале 1941 года Гилель Поляков стал сотрудником газеты «Ворошиловец» Закавказского военного округа. С 1945 года — спецкор/завотделом внутригерманской политики газеты советской военной администрации «Тэглихе Рундшау» (Tagliche Rundschau — «Ежедневное обозрение», Берлин 18, Ам Фридрихсхайн 22). В качестве репортёра присутствовал на нескольких заседаниях Нюрнбергского процесса. Был дружен с писателем Вилли Бределем (Willi Bredel), о чём было упомянуто в журнале «Neue Deutsche Presse». В 1950 году Л. Г. Поляков вернулся в СССР и с августа был принят в корреспонденты ЛенТАСС, но вскоре был сокращён из-за «пятой графы» — принадлежности к еврейской национальности. Он оказывается безработным, выживающим на ставку массажиста при спорт-клубе «Трудовые резервы (спортивное общество)», прикрываемый другом спорт-врачом Марком Борисковским. Отчаяние, как рассказывал Л. Г. Поляков, толкнуло его на преступный, по тогдашней морали, акт: он вырезал из газеты портрет «вождя» и поместил его в чёрной рамке под стеклом письменного стола — дескать, умри. И через три месяца «чудо» свершилось. И к декабрю 1953 года удача вновь улыбается и Г. Полякова принимают на работу — в этот раз на Ленинградское радио. А через пару лет — и в Союз журналистов СССР. С этого времени начинается новая жизнь: репортажи в эфире, творческие командировки, контакты с незаурядными людьми, заказы на газетные статьи, работа над сценариями документальных фильмов. Вот лишь «надводная часть айсберга» — короткий список имен представителей советской и зарубежной творческой интеллигенции, а также неординарных личностей, с кем в разные годы Поляков встречался по работе или имел товарищеские отношения: Юрий Левитан; Роберт Рождественский; Леонид Утесов; Любовь Орлова; Борис Чирков; Аркадий Райкин; Махмуд Эсамбаев; Игорь Горбачев; Кирилл Лавров; Дмитриев, Игорь Борисович; Григорий Гай; Бруно Фрейндлих; Игорь Владимиров; Николь Курсель; Даниель Дарье; Филип, Жерар; Илья Глазунов; Петров, Андрей Павлович; Мишель Легран; Мирей Матье; Александр Маринеско, Леонид Неведомский. Леонид Поляков из репортёров становится редактором, а потом старшим редактором редакции промышленности, строительства и науки. Работа на радио сводит Л. Г. Полякова с коллегами-друзьями Хессиным, Борисом Михайловичем (в 1970-90-е годы — директор творческого кинообъединения Экран (творческое объединение)), Лазарем Ефимовичем Маграчёвым, Набутовым, Виктором Сергеевичем и другими. Послевоенный опыт работы на Лейпцигских ярмарках («Лейпцигская Месса») и интерес Л. Г. Полякова к современной мировой экономике и торговле позволил проводить репортажи с международных выставок, проходящих на территории СССР в Ленинграде. Эта деятельность поощрялась начальником Полякова председателем Комитета по телевидению и радиовещанию Леноблгорисполкомов Филлиповым Александром Петровичем, но в то же время была под бдительным оком КГБ, так как вовлекала многочисленные встречи с взятием интервью у западных бизнесменов. Поляков неоднократно приглашался в «Большой дом» для выяснений, а в 1971 г. был задержан прямо на выходе из павильонов выставки в Морской гавани в городе Ленинграде, несмотря на официальную аккредитацию от начальства на работу такого рода. В покое КГБ оставило Леонида Полякова лишь через десять лет, после того, как следивший за его досье чиновник лицезрел, как в вестибюле «Смольного» на партийном пленуме к Полякову широким шагом подошёл сам первый секретарь Ленинградского обкома КПСС Романов, Григорий Васильевич, крепко пожал руку и задержался с краткой беседой (Л. Г. Поляков брал интервью у Романова ещё в 1950-е годы, когда Григорий Романов был конструктором на заводе). Интерес к личности и к опыту работы Л. Г. Полякова в Германии со стороны коллег по радио в ГДР не угасал. Во время поездок в ГДР его приглашали поделиться воспоминаниями и новыми идеями, выступив на радио или написав статью для журнала. В рамках поддержания контактов с представителями ГДР, Поляков неоднократно встречался с вице-консулом Генерального консульства ГДР в Ленинграде Гельмутом Понером (Helmut Pohner). Как и со многими — рабочие отношения с Г. Понером переросли в дружбу семьями. По 1993 г. Л. Г. Поляков заведовал экономическим отделом Главной редакции пропаганды Лентелерадиокомитета. А после выхода на пенсию — помогал стажировке и становлению новичков. Более сорока лет было отдано Ленрадио. Леонид Поляков написал сценарии к ряду документальных фильмов; вёл серию циклов радиопередач; выступал по Всесоюзному радио, на радио «Маяк», в 1970—1988 годах на радиостанциях Восточной Германии и Чехословакии; неоднократно писал статьи в газетах «Смена (газета)», «Ленинградская Правда» (Санкт-Петербургские ведомости), «Вечерний Ленинград», «Последние Известия», «SZ» (ГДР), «Neue Deutsche Presse» (Neues Deutschland, ГДР), «Телевидение Радио», «Труд» и других.
В 1990 г. Леониду Полякову было предложено взять интервью у Бориса Николаевича Ельцина.

## Сценарии на «Леннаучфильме»
- «Новые зубчатые передачи», 1959
- «Новатор Карасёв», 1959
- «Новое в обработке металлов», 1959
- «Метод профессора Степанова», 1959 (лента удостоена «Большого приза» на Втором международном фестивале научно-технических фильмов в Будапеште[9])
- «Семилетку — досрочно», 1960
- «Завод меняет облик», 1961
- «Чудесный сплав», 1961
- «Высокое напряжение», 1961
- «Новое в точном литье», 196_
- «Рубежи новой техники», 1962
- «На одном заводе — часть 1», 1964
- «Количество продукции ленинградских предприятий на уровень мировых стандартов», 1965
- «На одном заводе — часть 2», 1965
- «Соревнуются ленинградские рабочие», 1972
- «Робототехника», 1982

## Ведущий циклов радиопередач
- «Внимание, проблема»
- «Экономический комментарий»
- «Интенсификация: задачи, перспективы»
- «Если дал слово…»
- «Труд» (старший редактор радиогазеты)
- «Невская Волна»
- «Для тех, кто в море»
- «Город, транспорт, пешеход»
- «День за днем»

## Интервью последних лет работы на радио
- Ельцин, Борис Николаевич, Радиостанция «Свободная зона», 1990[8]
- Алфёров, Жорес Иванович, Лауреат Нобелевской премии, Радиостанция «Свободная зона», 1990
- Хижа, Георгий Степанович, Радиостанция «Свободная зона», 1991

## Поэзия
С юных лет Л. Поляков писал стихи. При его жизни они никогда не издавались. Сохранились фронтовые стихи, стихи 1950-х--1980-х. Тетради с этими стихами были переданы сыну Л. Полякова. В 2003 г. через издательство Publishing-House-Gelany в Нью-Йорке, Даниель Поляков сумел издать малым тиражом книгу, которая включила не только его собственные стихи, но и стихи к тому времени уже ушедшего отца. Сборник был назван по строчке из стихотворения Л. Полякова «Мало мне жизни одной», стихи 1943—1956, 1980-х. Книга зарегистрирована в Библиотеке Конгресса США и имеется на русском языке в свободном доступе на интернете.

## Фронтовые и юбилейные награды
- Орден Красного Знамени (№ 73822)
- Орден Отечественной войны II степени (№ 374109)
- Орден Отечественной войны II степени (№ 3807553)
- Орден Красной Звезды (№ 168427)
- Медаль «За освобождение Варшавы»
- Медаль «За победу над Германией в Великой Отечественной войне 1941-1945 гг.»[12]
- Юбилейная медаль «Двадцать лет Победы в Великой Отечественной войне 1941—1945 гг.»
- Юбилейная медаль «50 лет Вооружённых Сил СССР»
- Знак «25 лет победы в Великой Отечественной войне»
- Юбилейная медаль «Тридцать лет Победы в Великой Отечественной войне 1941—1945 гг.»
- Юбилейная медаль «60 лет Вооружённых Сил СССР»
- Юбилейная медаль «Сорок лет Победы в Великой Отечественной войне 1941—1945 гг.»
- Юбилейная медаль «70 лет Вооружённых Сил СССР»
- Юбилейная медаль «Пятьдесят лет Победы в Великой Отечественной войне 1941—1945 гг.»

## Трудовые и прочие награды
- Медаль «В память 250-летия Ленинграда»
- Медаль «В память 250-летия Ленинграда» (повторная)
- Медаль «Ветеран труда»
- Знак «Отличник телевидения и радио»
- Знак «Победитель соцсоревнования 1978»

```
 
Медали ВДНХ
:
```

- Бронзовая медаль ВДНХ «За достигнутые успехи в развитии народного хозяйства СССР»(№ 26-Н)
- Бронзовая медаль ВДНХ «За достигнутые успехи в развитии народного хозяйства СССР» (№ 76-Н)
- Бронзовая медаль ВДНХ «За достигнутые успехи в развитии народного хозяйства СССР» (№ 187-Н)
- Серебряная медаль ВДНХ «За достигнутые успехи в развитии народного хозяйства СССР»(№ 494-Н)

## Происхождение, семья и личная жизнь
- Отец — Поляков Гершон Янкелевич, до 1957 года был завскладом трикотажной фабрики
- Мать — Полякова Бася Янкелевна
- Сестра — Полякова (Шор) Фира Гершоновна
- Жена — Полякова Евгения Васильевна (Evgeniya Polyakova), проживает в США
- Дочь — Эрика Полякова (Erika Polyakova), редактор технической литературы, менеджер, проживает в США
- Сын — Даниэль Поляков (Danya Polykov[13]), морской штурман, поэт, автор книги «Параллаксный Мир» (оборотная сторона книги отца)[14][15],
- Внук — Дэвид Поляков (David Polykov)

Со слов самого Л. Полякова — фамилия Поляков — исторически ненастоящая фамилия его рода и датируется примерно первой половиной XIX века. Тогда один из предшественников за большую плату сумел избежать многолетнюю службу в Царской армии Российской империи. Он заплатил некоему Полякову за то, чтобы они обменялись именами и чтобы в армию на 25 лет вместо него пошёл служить тот другой. Таким образом фамилия Поляков была неофициально «куплена» и осталась навсегда. К сожалению, оригинальная фамилия рода теперь утеряна.
Также со слов Л. Полякова известно, что на рубеже XX века один из дедушек Л. Полякова был весьма преуспевающим адвокатом на Украине, а другие члены рода имели такие предприятия, как сахарный завод и участок железной дороги. В школе маленький Гилель Поляков (или как его называли в детстве — Гиля, откуда и появился потом созвучный псевдоним Леня или Леонид) в местных учебниках истории того времени видел упоминания о своих прадедушках — неких «капиталистах Поляковых». Гилеля не раз спрашивали не его ли это родня, но с раннего детства уже наученный выживать в жестоких условиях нового строя, когда признание правды могло стоить жизни всей семье, Поляков отвечал «нет». Врожденная мудрость, сдержанность и, как говорил Л. Поляков, — «держание языка за зубами» — и в дальнейшей, уже взрослой жизни, помогали ему избежать преследования советскими политическими и силовыми органами и пережить мрачные времена сталинских репрессий, не оказаться за какое-нибудь высказывание в «Гулаге».
Родители Л. Полякова познакомились благодаря фотографии в витрине фотоателье примерно в 1919 году. Отец Леонида Полякова — Гершон Поляков (3 мая 1895 — 21 ноября 1970) обратил внимание на девушку, изображенную на фото, которое было выставлено как образец. Он поинтересовался в фотоателье, как её найти, — она жила в соседнем районе. Её звали Бася (19 мая 1898 — 14 июля 1960). Они поженились. Помимо сына Гилеля у них ещё родилась дочь Фира (24 июня 1928 — 10 декабря 2015). Будучи рядовым в Первую Мировую войну, на фронт Великой Отечественной войны Гершон уже не попал и служил охранником военнопленных в лагере в Караганде, где стал жить с другой женщиной. Она ему помогала выжить и даже подкармливала. После войны Гершон вернулся на Украину в семью. Он работал завхозом, имея ключи к складам с тканями. Известно, что в 1956 году в суде Украинской ССР было слушание дела о том, как «разворовывают Украину». Об этом деле даже писали в газетах. Осудили несколько человек, среди них был и Гершон Поляков. В то время, когда главным организаторам присудили по пять-семь лет лишения свободы, Гершону как доверенному работнику с ключами дали 13 лет. Ему было 62 года. Он отсидел все 13 лет в Балхашском районе и вышел лишь в 1970 году, после чего успел повидать всю семью, включая и трехлетнего внука Даниеля Полякова, которого привезли в Кременчуг из Ленинграда. Через полгода Гершон скончался в возрасте 75 лет. Похоронен в городе Кременчуг, Украина.
В 1960 году его жене Басе посредством двух рентгеновских снимков в больнице Кременчуга поставили диагноз рак желудка. Л. Поляков убедил мать приехать на операцию в Ленинград. Военно-Медицинская Академия была в отпусках и на операцию, при том «по знакомству» (с помощью связей коллеги Л. Полякова журналиста Симона Абрамовича Котона, 1920—1980) мать Л. Полякова определили в больницу железнодорожников недалеко от Финляндского вокзала. Оперировать должен был опытный врач из совсем другой больницы. Во время операции оказалось, что врачи на Украине сделали роковую ошибку, и диагноз был неправильным — никакого рака не было. Басю Полякову просто зашили обратно. Операция вызвала стресс внутренних органов, которые перестали перерабатывать жидкости, пищу, работать. Л. Поляков вспоминал, как узнав о тяжелом положении любимой матери, он ночью пытался добраться до больницы. Такси не было, городской транспорт уже не ходил и он просто бежал прямо до больницы, где умирающая мать уже в агонии просила позвать её сына. Через три дня после операции Бася Полякова скончалась там же в больнице от сдвинувшегося тромба. Как всегда с горечью говорил Л. Поляков — «ее зарезали врачи». Вспоминая свою добрую и мудрую мать, Л. Поляков вплоть до конца 1970-х годов по ночам продолжал укрываться зелёным ватным одеялом — сшила его мама в 1949 году специально для сына, когда тот вернулся из Германии домой, ведь купить новое зимнее одеяло в то время было просто невозможно.
В 1956 году, живя и работая в Ленинграде, Л. Поляков снял комнату у некой вдовы Евгении Васильевны Белозеровой (1908—1983). Это была коммунальная квартира по адресу: ул. Садовая, дом 59, кв. 27. Там он познакомился с 19-летней дочкой хозяйки — Евгенией Барит. Л. Поляков и Е. Барит поженились 19 июля 1956 года — через полгода после переезда Л. Полякова на квартиру. В октябре следующего года у них родилась дочь Эрика, а десять лет спустя сын Даниель.

## Смерть и похороны
Умер в Санкт-Петербурге, дома, после продолжительной болезни от рака простаты. Похоронен 16 июня 2000 года на Еврейском кладбище в городе Санкт-Петербурге.